# Géospize psittacin
Camarhynchus psittacula
Espèce
Statut de conservation UICN

 VU  : Vulnérable
Le Géospize psittacin (Camarhynchus psittacula Gould, 1837) est une espèce de passereau de la famille des Thraupidae.

## Distribution
Îles Galápagos.

## Sous-espèces
D'après Alan P. Peterson, il existe les trois sous-espèces suivantes :
- Camarhynchus psittacula affinis Ridgway 1894 ;
- Camarhynchus psittacula habeli Sclater,PL & Salvin 1870 ;
- Camarhynchus psittacula psittacula Gould 1837.